# Floréal Martorell
Floréal Martorell (nacido en 1956) es un productor musical español, conocido principalmente por su labor en la promoción de la música en esperanto.
Floréal (o Flo, como es habitualmente conocido) es hijo del anarquista catalán Alfons Martorell (cuya autobiografía fue editada en 2003 por la Fundación Anselmo Lorenzo ), exiliado tras la guerra civil española a Toulouse, donde se crio y vive actualmente Floréal Martorell.
Martorell fundó un estudio musical en Donneville en 1980. Entre 1981 y 1987 fundó y dirigió el Collectif d'Activités Musicales (CAM), en cuyo seno organizó conciertos y espectáculos.
En 1987, Flo entró en contacto con el idioma internacional esperanto y comenzó a organizar actividades que unieran esta lengua con la música rock. En 1988, con varios amigos músicos, fundó la asociación EUROKKA. En 1990 creó la productora Vinilkosmo y la revista "Rok-gazet'", y posteriormente comenzó su labor de organización de musicales. Viniskosmo se ha convertido desde entonces en la principal productora de música en esperanto, no sólo de rock, sino de cualquier tipo de música.